# 克拉美麗龍屬
克拉美麗龍屬（學名：Klamelisaurus）是一屬草食性蜥腳下目恐龍，生活於侏儸紀中期，發現於中國新疆的石樹溝組。模式種戈壁克拉美麗龍（K. gobiensis）是由趙喜進於1993年命名。

## 發現與命名

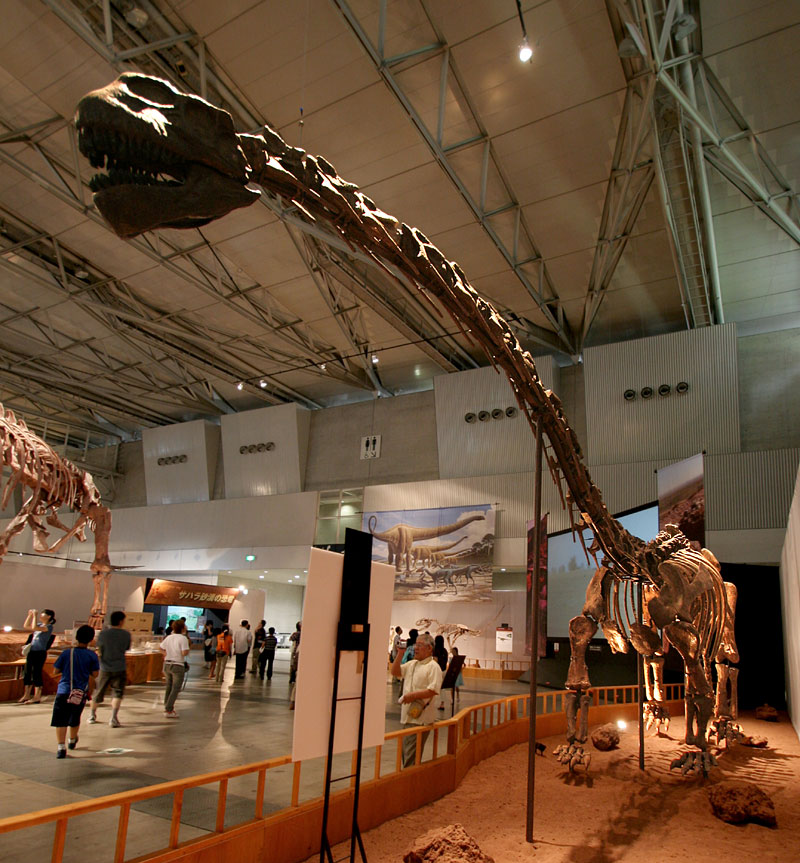
正模標本的骨架模型

1981年至1985年期間，中國科學院古脊椎動物與古人類研究所（IVPP）的考察團至新疆準噶爾盆地進行挖掘活動，屬於「準噶爾盆地演化與石油形成」計畫的一部分。考察工作由中國科學院與新疆石油辦公室合作進行。1982年，在準噶爾盆地東部的廢棄小鎮將軍廟以北35公里處發現了蜥腳類的遺骸。遺骸由IVPP田野團隊於1984年挖掘與收集。
標本編號IVPP V9492包含：牙齒、大部分脊柱（缺乏前七節頸椎和尾椎末端）、肋骨、右肩帶及前肢（肩胛骨、鳥喙骨、肱骨、橈骨、尺骨、指骨）、右骨盆和後肢（髂骨、恥骨、股骨、脛骨、腓骨、距骨）。該標本發現時已被風化。在運往北京後1985年開始了清修及復原工作，因溫度及濕度的改變而加劇變質。幾乎所有骨骼都經過修復和重塗，並包覆在金屬骨架中以作為展示。由於標本中的零碎牙齒未能被解釋，因此它們與兩根肋骨、兩個腕骨、一塊跟骨、以及一些尾部骨頭都不再被定位。他們還定位了趙未曾提到的四個尾肋、左股骨底端、部分的左手。

## 敘述

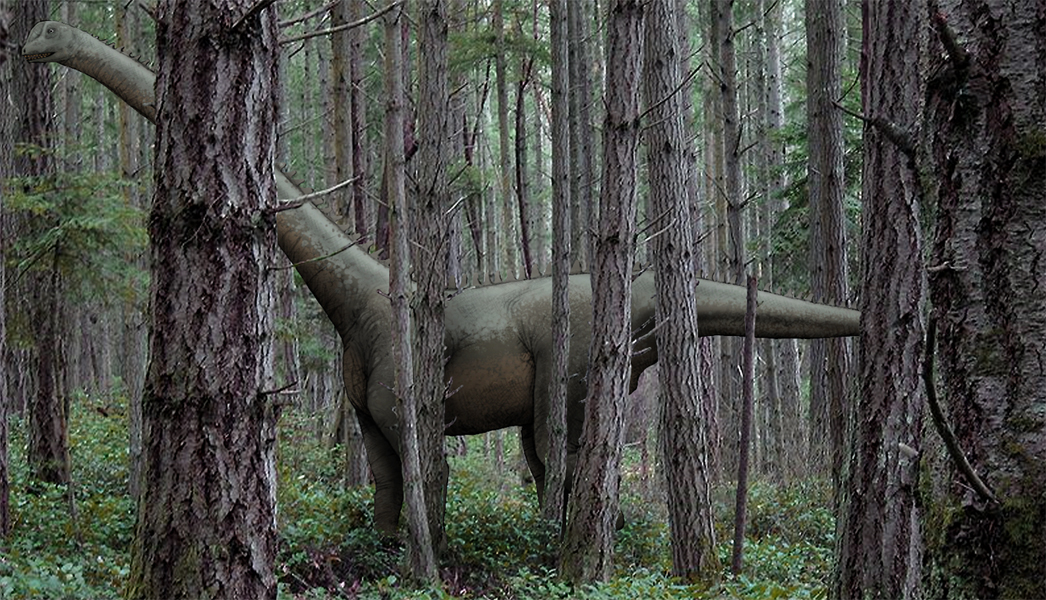
克拉美麗龍棲息於針葉林中的藝術呈現

克拉美麗龍在趙喜進1993年的研究中被敘述成大型的蜥腳類。2016年葛瑞格利·S·保羅根據克拉美麗龍是巧龍的成年個體的理論估計其體長13公尺及重6噸。2020年，摩爾和同僚列出數個鑑定特徵（接續邁可·P·泰勒和馬修維德爾）來確認模式標本是個成年個體：椎體缺乏未癒合的縫線、薦椎融合、頸椎頸肋與對應椎體的融合、肩部肩胛骨和鳥喙骨的融合。
1993年，趙喜進敘述了IVPP V9492作為新物種戈壁克拉美麗龍的模式標本，因標本較差的狀況趙只作了簡略的敘述。屬名來自將軍廟北部的克拉美麗山，種名則指將軍廟所在的戈壁沙漠。在趙敘述完之後，IVPP V9492一直缺乏學術上的關注直到安德魯·摩爾（Andrew Moore）和同僚2020年的重新敘述。他們指出標本的重建自從趙的敘述後已有變動，包含第15個頸肋處增加向前突起、並移除椎體的虛構連結。

### 脊椎
趙表示克拉美麗龍的模式標本保存了十六節中的九節頸椎，估計全長6.5公尺。摩爾和同僚同意保存下的頸椎數量，但他們指出第十節保存的脊椎同時具有頸椎和背椎的特徵。他們根據其他具有類似脊椎形態的蜥腳類估計總共十五至十七節頸椎，並指出克拉美麗龍有著比天府峨嵋龍、合川馬門溪龍、中加馬門溪龍短的頸部。趙最初列出的鑑定特徵（後來被認為普遍存在於蜥腳類）包含頸椎雙側後凹（椎體前凸後凹）、椎體長度是背側的1.5至2倍、並具有高神經棘，其中頸背側有分叉。2004年，保羅·阿普撤奇（Paul Upchurch）、保羅·巴雷特（Paul Barrett）和彼得·道德森提出克拉美麗龍可由最後三節頸椎的融合來鑑定，但摩爾和同僚指出牠不具這項特徵。摩爾和同僚並指出兩個頸椎的獨有衍徵：首先神經棘向前延伸的骨脊椎板（SPRLs）具有不規則的板狀延伸、再來SPRLs下及凹陷處前方的椎體側面（SDFs）有深的開口。雖然這些開口只在椎體右側出現，摩爾和同僚認為其因一致性及其他蜥腳類的類似結構而獨特。
摩爾和同僚從模式標本中鑑定出十二節背椎和六節薦椎（趙之前將摩爾和同僚的第一節薦椎鑑定為最後一節背椎，成為十三節背椎和五節薦椎）。雖然薦椎經常被鑑定為與骨盆連結，這些骨頭在模式標本中卻未連結在一起。摩爾和同僚指出橫突關節和稚骨下橫突連接的骨段（脊椎側的突起）與已消失的薦肋融合（如同其他蜥腳類）或完全不與肋骨連接。趙列出的鑑定特徵指出背椎是雙後凹，背椎有淺的神經血管開口和簡單的稜脊，背神經棘低，只有前幾個雙叉後幾個末端擴張；薦椎體融合已看不見分界；前四節薦神經棘融合。摩爾和同僚指出背椎的兩個獨特衍徵：首先一些背椎側面有三個前椎體稚骨下橫突椎板（PCPLs）、再來中後段背椎的神經棘側的棘雙骨突(SPDLs)雙叉，但不像巧龍這兩個分叉未達到SPRLs或SPOLs。
摩爾和同僚發現十九節尾椎的部分：部分前四節尾椎（標示為caudals 1–4）、尾部前段的五個以上神經棘（標示為caudals 6及8–11）以及尾部中段的十一節椎體（標示為caudals 18–27及33）。趙最初計算了兩個完整的尾椎、前段十個神經棘、以及中段十個椎體，據此估計原本有60節尾椎及長6.55公尺。趙列出的鑑定特徵包含前幾段尾椎雙前凹（椎體前凹後凸）、其餘的兩端向中心凹；尾椎神經棘棍棒狀（末端厚）傾斜到後方。區別克拉美麗龍與天山龍的尾椎特徵包含尾椎雙前凹、神經棘末端前緣傾斜至突起後緣後方的連結點（postzygapophyses）。

### 四肢和肢帶
根據趙，克拉美麗龍具有細、加長的肩胛骨和纖細、小的鳥喙骨，但摩爾和同僚認為他對肩部的量測並不可靠，因為大部分骨頭都被黏土和塗料覆蓋。未於肩胛骨外底末端的肩峰突比鯨龍、蜀龍、以及許多早期蜥腳形亞目分支還要寬闊。而肩峰突上緣筆直，不同於天山龍的凹。趙觀察到肱骨頂部厚及微彎。不像巧龍和其他新蜥腳類，肱骨頭不具有突出的半圓形突起。摩爾和同僚指出一個肱骨的獨特衍徵：頂部內端的前表面有個凹陷，以一個S形為界，其末端為一圓形突起。趙指出尺骨長於相對直的橈骨，並認為尺骨上部的延伸角度是獨特的。摩爾和同僚發現這在其他蜥腳類一樣可見。橈骨前底部有個凹陷，Haestasaurus也有但在蜥腳類中不常見。

## 分類
1993年趙建立了克拉美麗龍亞科只包含克拉美麗龍一屬，他將克拉美麗龍亞科歸於罕見的蜥腳類類群Bothrosauropodea。阿普撤奇等人（2004）認為這是一個不確定的分類，可能是一群非新蜥腳類的真蜥腳類。
在摩爾等人（2018）針對巧龍的骨骼描述中，根據克拉美麗龍只有稍長的年齡以及兩者之間的非遺傳學差異，反駁了後者是前者的異名的可能性。